# Kathedrale von Cobh

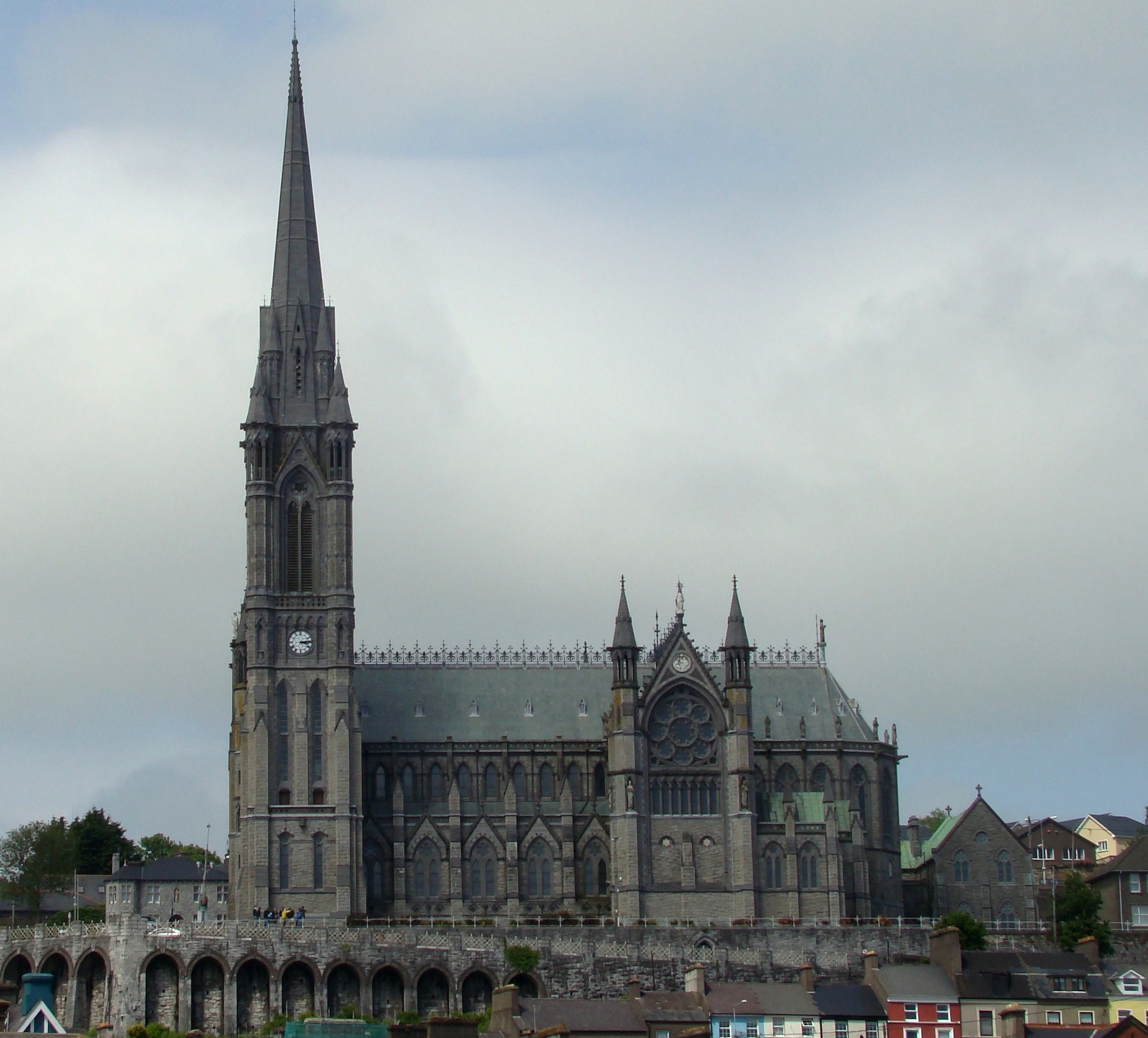
Kathedrale St. Colman

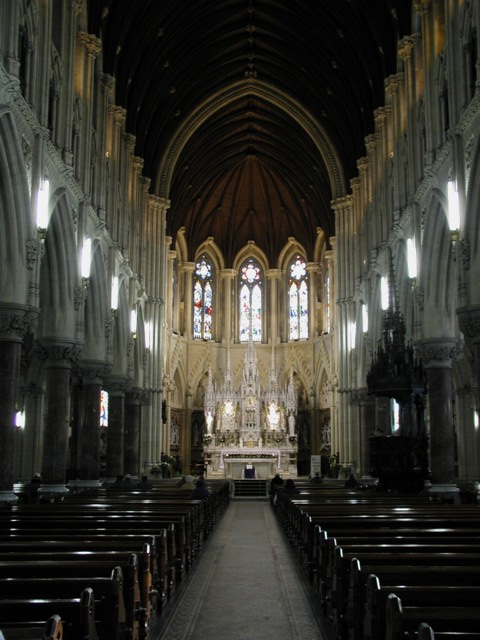
Inneres

Die Kathedrale von Cobh (Sankt-Colmán-Kathedrale, englisch St. Colman’s Cathedral, irisch Ard-Eaglais Naomh Colmán) ist die Bischofskirche des römisch-katholischen Bistums Cloyne in der kleinen Hafenstadt Cobh an der irischen Südküste. Die auf einer Anhöhe weithin sichtbare Kirche ist ein herausragendes Beispiel der Neugotik. Unter den im 19. Jahrhundert in Irland neu errichteten katholischen Kathedralen, die die alten, seit der Reformation anglikanischen Bischofskirchen ersetzen mussten, ist sie eine der aufwendigsten und teuersten.

## Geschichte

### Vorgeschichte
Das Bistum Cloyne führt seine Gründung im 6. Jahrhundert auf den Glaubenslehrer und Mönch Colman (von Cloyne) zurück. Über dessen Kloster und Grab entstand im 13. Jahrhundert die gotische Kathedrale von Cloyne, die im 16. Jahrhundert, wie alle Kathedralen Irlands, der anglikanischen Staatskirche des englischen Königshauses zufiel. Bis zum Ende des 18. Jahrhunderts überlebte die katholische Kirche Irlands als Untergrundkirche. Seit 1769 residierte der katholische Bischof von Cloyne in Cobh. Als Kathedrale diente die bescheidene katholische Pfarrkirche. Als sich Mitte des 19. Jahrhunderts die gesetzlichen und finanziellen Möglichkeiten boten – damals war Cobh Auswandererhafen und relativ reich –, entstand der Plan für die repräsentative neue Kathedrale, die auch die Unbesiegtheit des irischen Katholizismus symbolisieren sollte.

### Baugeschichte und Architektur
Der Bau der Kathedrale wurde am 30. September 1868 begonnen. Zu dieser Zeit hieß Cobh noch Queenstown; erst 1922, mit der Unabhängigkeit Irlands, nahm die Stadt wieder den alten Namen an. Architekten des Gotteshauses waren E.W. Pugin, George Ashlin und Thomas Coleman. 51 Jahre später, 1919, wurde die Kathedrale vollendet. Die Konsekration erfolgte durch den Bischof von Cloyne, Robert Browne, in Begleitung der Erzbischöfe Michael Kardinal Logue, John Harty und Thomas Gilmartin.
Die Kathedrale von Cobh ist das zweitgrößte Gotteshaus in der Republik Irland. Sie ist eine dreischiffige Basilika auf Kreuzgrundriss, die sich eng an Vorbilder der französischen Kathedralgotik anlehnt. Der Turm ist mit 91,40 Metern nach dem der Kathedrale von Limerick der zweithöchste Kirchturm Irlands.

### Orgel
Die Orgel wurde 1905 von der Orgelbaufirma Telford & Telford (Dublin) erbaut und auf der Westempore aufgestellt. Das Instrument befindet sich in einem Orgelgehäuse, das im gotischen Stil erbaut wurde. Es hat 46 Register auf drei Manualen und Pedal. Die ursprünglich pneumatischen Trakturen wurden in den 1970er Jahren durch elektro-pneumatische Trakturen ersetzt.
| I Hauptwerk C– |                   |        |
| 1.             | Double salicional | 16′    |
| 2.             | Bourdon           | 16′    |
| 3.             | Diapason I        | 8′     |
| 4.             | Diapason II       | 8′     |
| 5.             | Gamba             | 8′     |
| 6.             | Stopped diapason  | 8′     |
| 7.             | Hohlflute         | 8′     |
| 8.             | Quint             | 5 1⁄3′ |
| 9.             | Principal         | 4′     |
| 10.            | Flute             | 4′     |
| 11.            | Gemshorn          | 4′     |
| 12.            | Twelfth           | 2 ⁄3′  |
| 13.            | Fifteenth         | 2′     |
| 14.            | Mixture III       |        |
| 15.            | Double trumpet    | 16′    |
| 16.            | Trumpet           | 8′     |
| 17.            | Clarion           | 4′     |

| II Schwellwerk C– |                 |     |
| 18.               | Double diapason | 16′ |
| 19.               | Open diapason   | 8′  |
| 20.               | Gedact          | 8′  |
| 21.               | Dulciana        | 8′  |
| 22.               | Celeste         | 8′  |
| 23.               | Principal       | 4′  |
| 24.               | Wald flute      | 4′  |
| 25.               | Piccolo         | 2′  |
| 26.               | Mixture III     |     |
| 27.               | Bassoon         | 16′ |
| 28.               | Cornopean       | 8′  |
| 29.               | Oboe            | 8′  |
| 30.               | Clarion         | 4′  |
|                   | Tremulant       |     |

| III Chorwerk C– |                  |        |
| 31.             | Stopped diapason | 8′     |
| 32.             | Dulciana         | 8′     |
| 33.             | Spitz flute      | 4′     |
| 34.             | Nazard           | 2 ⁄3′  |
| 35.             | Piccolo          | 2′     |
| 36.             | Tierce           | 1 3⁄5′ |
| 37.             | Clarinet         | 8′     |
|                 | Tremulant        |        |

| Pedalwerk C– |                      |         |
| 38.          | Violone              | 16′     |
| 39.          | Diapason             | 16′     |
| 40.          | Bourdon              | 16′     |
| 41.          | Quint                | 10 2⁄3′ |
| 42.          | Cello                | 8′      |
| 43.          | Octave               | 8′      |
| 44.          | Flute                | 8′      |
| 45.          | Bombarde             | 16′     |
| 46.          | Trumpet (aus Nr. 45) | 8′      |

- Koppeln: II/I, III/I, III/II, I/P, II/P, III/P; Oktavkoppeln (II/I, III/I, II/II, III/III)

### Glockenspiel
1916 wurde im Glockenturm ein Glockenspiel mit 49 Bronze-Glocken installiert, die zusammen über 25 to wiegen. Die Tonlagen reichen über vier Oktaven und es ist das einzige Glockenspiel Irlands. Die größte davon, zugleich die größte Glocke in ganz Irland, wiegt 3,6 to und ist nach dem hl. Colman benannt.